# Memoirs of the Author of A Vindication of the Rights of Woman
Souvenirs de l'auteur de Défense des droits de la femme

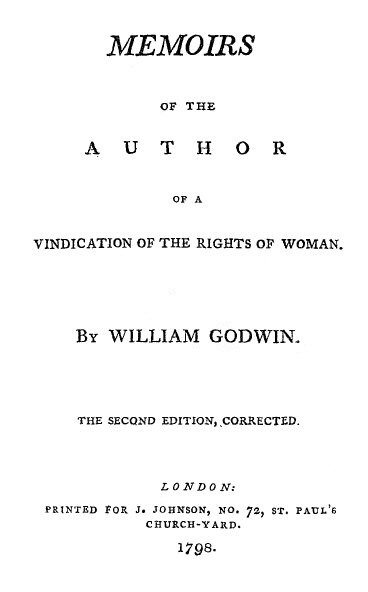
Page de titre de la seconde édition révisée des Memoirs

Memoirs of the Author of A Vindication of the Rights of Woman (Souvenirs de l'auteur de "Défense des droits de la femme", 1798) est la biographie, par William Godwin, de sa femme Mary Wollstonecraft, auteur de l'essai A Vindication of the Rights of Woman (Défense des droits de la femme, 1792).
William Godwin considérait qu'il était de son devoir de réviser et de publier les œuvres inachevées laissées par Mary Wollestonecraft après sa mort en 1797. Une semaine après ses funérailles, il commença à travailler à ce projet, et à entamer la rédaction de souvenirs sur sa vie. Pour se préparer à écrire cette biographie, il relut l'ensemble de ses œuvres, parla avec ses amis, et enfin classa et numérota sa correspondance. Après quatre mois de dur labeur, il était venu à bout des deux projets. Selon William St Clair, qui a écrit une biographie des Godwin et des Shelley, Mary Wollstonecraft était à l'époque si célèbre que William Godwin n'eut pas à mentionner son nom dans le titre de la biographie.